# Kim Gyu-hui
Kim Gyu-hui (김규희?; Suwon, 11 marzo 1992) è un'ex cestista sudcoreana.

## Carriera
Con la Corea del Sud ha disputato i Campionati asiatici del 2015.